# Altstadt (Lübeck)

Holstentor

De Altstadt van Lübeck is de historische stadskern van Lübeck in de Duitse deelstaat Sleeswijk-Holstein. Het is qua omvang het grootste oppervlaktemonument dat behoort tot het werelderfgoed. Het is gelegen op een eiland dat omringd wordt door een middeleeuwse stadsmuur met bewaard gebleven stadspoorten Burgtor en Holstentor. Het uitzicht van de Altstadt wordt gekenmerkt door zeven torens.

## Geschiedenis
Na een grote brand werd Lübeck heropgebouwd onder Hendrik de Leeuw in 1159 op een schiereiland omgeven door de Trave en Wakenitz. Door de eeuwen heen groeide Lübeck als hanzestad uit tot een belangrijke havenstad.
Tijdens de Tweede Wereldoorlog was Lübeck de eerste Duitse stad die ten prooi viel aan de luchtaanvallen van de Royal Air Force. Gezien de schade in andere Duitse grootsteden viel het aantal beschadigde gebouwen in Lübeck nog enigszins mee. Van de grote kerken bleef enkel de Sint-Jacobikerk onbeschadigd. De Aegidienkerk leed lichte schade, maar de Mariakerk, Sint-Petruskerk en de Dom stortten gedeeltelijk in. Na de oorlog rees de vraag of al deze kerken heropgebouwd moesten worden, wat uiteindelijk toch gebeurde. Ook de rest van het oude stadsgedeelte dat onder de oorlog geleden had werd in de decennia na de oorlog heropgebouwd. In 1987 werd de oude binnenstad uitgeroepen tot werelderfgoed van de UNESCO.
Het Gründungsviertel een wijk van een hectare groot met prachtige koopmanshuizen in de onmiddellijke nabijheid van de Dom, werd wel niet heropgebouwd, in de plaats kwamen daar twee scholen en een parkeerterrein. In 2009 werd besloten om deze scholen terug af te breken en in de plaats een moderne woonwijk te bouwen, evenwel met huizen in oude stijl. 

Dom van Aken · Abdij en Altenmünster van Lorsch · Slot Augustusburg en slot Falkenlust in Brühl · Bamberg · Bauhaus en zijn sites in Weimar, Dessau en Bernau · Klassiek Weimar · Fagusfabriek · Rammelsbergmijnen en historische stad Goslar · Dom van Keulen · Hanzestad Lübeck · Luthergedenkplaatsen in Eisleben en Wittenberg · Abdij van Maulbronn · Groeve Messel · Fürst-Pückler-Park Bad Muskau · Kloostereiland Reichenau · Museuminsel in Berlijn · Parklandschap Dessau-Wörlitz · Stiftskerk, kasteel en historisch centrum van Quedlinburg · Bedevaartskerk van Wies · Historisch centrum van Regensburg met Stadtamhof · Romeinse monumenten, Dom en Onze-Lieve-Vrouwekerk in Trier · Oude en voorhistorische beukenbossen van de Karpaten en andere regio's van Europa · Paleizen en parken van Potsdam en Berlijn · Michaeliskirche en Dom van Hildesheim · Dom van Speyer · Historisch centrum van Stralsund en Wismar · Stadhuis en Rolandstandbeeld van Bremen · Grenzen van het Romeinse Rijk: Opper-Germaans-Raetische limes · Bovenloop van het Midden-Rijndal · IJzersmelterij van Völklingen · Kasteel Wartburg · Residentie van Würzburg · Kolenmijn en industriecomplex Zeche Zollverein in Essen · Modernistische woonwijken in Berlijn · Waddenzee · Prehistorische paalwoningen in de Alpen · Markgrafelijk Operahuis in Bayreuth · Bergpark Wilhelmshöhe · Karolingisch westwerk en Civitas Corvey · Speicherstadt en het Kontorhausviertel met het Chilehaus in Hamburg · Architecturaal werk van Le Corbusier (Weißenhofsiedlung) · Grotten en kunst uit de ijstijd in de Zwabische Jura · Archeologisch grenslandschap van Hedeby en de Danevirke · Dom van Naumburg ·  Mijnstreek Erzgebirge/Krušnohoří · Waterbeheersysteem van Augsburg · Historische kuuroorden van Europa (Bad Ems, Baden-Baden en Bad Kissingen) · Mathildenhöhe Darmstadt · Grenzen van het Romeinse Rijk - De Neder-Germaanse limes · ShUM-sites van Speyer, Worms en Mainz · Grenzen van het Romeinse Rijk - De Donaulimes (Westelijk gedeelte)  · Joods-middeleeuws erfgoed van Erfurt · Complex van de residentie van Schwerin · Moravische kerknederzettingen (Herrnhut)